# Sorociîne, Nikopol
Sorociîne (în ucraineană Сорочине) este un sat în comuna Loșkarivka din raionul Nikopol, regiunea Dnipropetrovsk, Ucraina.

## Demografie
Componența lingvistică a localității Sorociîne
     Ucraineană (97,37%)
     Rusă (2,63%)
Conform recensământului din 2001, majoritatea populației localității Sorociîne era vorbitoare de ucraineană (97,37%), existând în minoritate și vorbitori de rusă (2,63%).